# Flip (skateboard)
I flip, o flip trick, sono una categoria di manovre eseguite sullo skateboard, che viene fatto ruotare lungo i suoi diversi assi. Gli assi di uno skateboard sono tre: quello longitudinale, o maggiore, tracciato dal nose al tail (ossia dalla punta anteriore a quella posteriore), quello trasversale, o minore, che unisce il lato destro e sinistro, e, infine, quello verticale, che interseca perpendicolarmente gli altri due assi.
Il primo flip, noto oggi come "kickflip" ma originariamente battezzato "magic flip", fu eseguito dallo skater professionista Rodney Mullen.

## Terminologia di base

### Frontsideebackside
Il concetto di frontside e backside trae le proprie origini dalla disciplina del surf, dove i due termini vengono utilizzati per descrivere la posizione del surfista relativamente all'onda che cavalca.
- Frontside: Un trick in frontside viene eseguito volgendosi verso la direzione di marcia o verso l'ostacolo che si vuole utilizzare.[6] Per chi ha il piede destro dominante (regular) andare in frontside significa voltarsi in senso antiorario; per chi, invece, ha il piede sinistro dominante (goofy), si tratta di una svolta in senso orario.
- Backside: Il contrario di frontside. I flip in backside vengono eseguiti con le spalle rivolte verso la direzione di marcia o verso l'ostacolo che si vuole utilizzare.[6] Perciò gli skater regular vanno in backside quando si voltano in senso orario, mentre per quelli goofy la svolta dev'essere in senso antiorario.

### Nollie
La parola "nollie" non è altro che una forma abbreviata della dicitura "nose ollie", cioè un ollie eseguito con il nose dello skateboard (ossia la punta anteriore). La posizione dello skater è spostata in avanti, con il piede secondario sul nose e quello dominante al centro della tavola. Nel nollie il pop, ossia quando la tavola entra in contatto con il suolo, viene eseguito con il piede anteriore, il quale imprime una spinta verso il basso al nose; in un ollie normale, invece, tale manovra si effettua con il piede posteriore sul tail, l'estremità posteriore dello skateboard.

### Switch
La posizione switch equivale all'opposto di quella natural. Anziché posizionare in avanti il piede secondario, un trick è in switch quando vi si antepone il piede dominante. La stance switch di uno skater regular corrisponde quindi a quella natural di uno skater goofy, e viceversa.

### Fakie
I flip sono eseguiti in posizione fakie quando lo skater è nella sua posizione natural ma, nel contempo, segue la direzione di marcia opposta, muovendosi quindi nel verso del piede posteriore. Lo skater professionista Eddie Elguera introdusse una varietà di trick fakie negli anni settanta.

### Pop shove-it / Shove-it
Lo shove-it, o shuvit, è una rotazione di 180° dello skateboard senza che avvenga alcun flip sull'asse longitudinale. La direzione della rotazione viene impressa al tail che, talvolta, viene fatto "poppare" (rendendolo perciò un "pop" shove-it). Mentre la tavola ruota sotto ai piedi dello skater, quest'ultimo deve mantenere la propria posizione in aria, per potervi infine riatterrare a piedi pari. Rotazioni maggiori di 180° danno il nome allo shove-it che si viene a creare, per esempio: 360 shove-it, 560 shove-it eccetera.

### Grind
Nel grind i truck, ossia i carrelli dello skateboard, entrano in contatto con l'oggetto sul quale si vuole eseguire il trick (solitamente ringhiere, bordi dei marciapiedi e coping). Tutto ciò avviene mentre si è in movimento. Vi sono numerose manovre che combinano i flip ai grind, come il kickflip 50-50, il nollie flip crooked grind e il crooked grind nollie flip out.

### Slide
Gli slide sono simili ai grind; è, tuttavia, la tavola stessa che entra in contatto con l'oggetto su cui si vuole eseguire il trick. Ciò include sia la parte inferiore che quella superiore, ricoperta dal grip. Come i grind, anche gli slide si eseguono in movimento. I flip vengono spesso combinati agli slide, dando così vita a numerose variazioni come il kickflip boardslide e il kickflip tailslide.

### Grab
I grab accompagnano solitamente i trick dello skateboard vert, nella breve finestra di tempo in cui lo skater si trova a mezz'aria, ossia l'air. Il grab consiste nell'afferrare la tavola con la mano o, in gergo, "grabbarla". Si può eseguire anche in flatground (ossia su terreno piatto): per esempio, il boneless non è altro che un grab in flatground, dove un piede viene utilizzato per ottenere l'"air", facendo staccare tutte e quattro le ruote dal suolo, mentre la tavola viene afferrata con la mano. Vi sono numerose variazioni di flip combinati a dei grab, come il kickflip indy grab.

## Esecuzione
I flip si possono eseguire "poppando" il nose o il tail dello skateboard, ossia facendo rimbalzare la parte anteriore o posteriore della tavola contro il suolo con un movimento del piede. È possibile far ruotare la tavola anche mettendovi un piede sotto di essa e girandola verso l'alto (underflip). I flip trick più semplici vengono realizzati poppando con un piede e girando la tavola con l'altro, facendo uso dell'estremità ricurva. Vi sono anche modalità di esecuzione meno comuni, dove è il pop stesso che causa il flip (pressure flip e toe flip, eseguiti per perlopiù nei primi anni dello skateboard). I flip trick vengono generalmente realizzati in movimento, ma è comunque possibile eseguirli da fermi.

## Lista diflip
I flip principali sono il pop shove-it, il kickflip e l'heelflip. Questi trick base possono essere combinati, creando nuove manovre come il varial kickflip (un kickflip unito a un backside shove-it), il varial heelflip (un heelflip unito a un frontside shove-it), l'hardflip (un kickflip unito a un frontside shove-it), l'inward heelflip (un heelflip unito a un backside shove-it) il 360 flip (un kickflip unito a un 360 backside shove-it) eccetera.
I flip possono essere eseguiti nelle quattro stance: natural, nollie, switch e fakie (vedi sopra), e possono essere sia frontside che backside. Solitamente, quando la tavola ruota intorno ai due assi – quello longitudinale e quello verticale – gli angoli delle due rotazioni sono opposti, come si può osservare nel 360 flip e nel laser flip (un heelflip unito a un frontside shove-it). Vi sono, però, anche alcuni trick in cui la tavola ruota seguendo lo stesso angolo in entrambi gli assi, come ad esempio gli hardflip e gli inward heelflip.

### Finger flip
Consiste nel far ruotare lo skateboard utilizzando le dita, che vengono poste sul nose o sul tail. L'ollie finger flip fu inventato da Rodney Mullen nel 1986. In alcuni suoi video è possibile vedere dei 360 finger flip; Tony Hawk fu invece il primo ad aver portato il finger flip nella disciplina vert, ossia su rampe con le estremità verticali.

### Old-school kickflip
La prima versione del kickflip, nota anche con il nome "original kickflip", dove la rotazione avviene grazie al movimento del piede, che viene messo sotto il lato della tavola per ribaltarla. Prima dell'invenzione del kickflip, questo era l'unico modo per girare lo skate sull'asse longitudinale senza l'utilizzo delle mani. Mullen descrive così l'invenzione del kickflip moderno a partire dalla versione old-school:
(Rodney Mullen, "Magic Flip: 28 Years of the Kickflip")

### Kickflip
Si tratta di una rotazione dello skateboard di 360° sul suo asse longitudinale. Si ottiene facendo scorrere il piede verso la punta della tavola e, nel contempo, all'indietro. Questo trick venne inventato da Rodney Mullen nel 1982, mentre provava gli ollie in una fattoria in Florida.
Esistono variazioni del kickflip in cui la tavola compie più di una rotazione, come il double kickflip e il triple kickflip. In un video del 2010 è possibile vedere lo skater professionista Daewon Song eseguire sia un double che un triple kickflip. Nel 2021 Jeff "Wonsong" DeChesare realizzò un quad kickflip sui quattro gradoni del "Big 4" dello skatepark californiano The Berrics. Esistono flip con ancor più rotazioni, come il quintuple flip.

### Late kickflip
Un kickflip eseguito una volta raggiunto il picco dell'ollie, realizzato con il piede anteriore o quello posteriore. A differenza del kickflip classico, in questo trick vi sono due fasi chiaramente distinte; la tavola compie la sua rivoluzione intorno all'asse longitudinale solo in un secondo momento. Lo skater professionista Mike Mo Capaldi, sfidando Shane O'Neill, fece ricorso al late kickflip durante la competizione "Battle at the Berrics V".

### Frontside / Backside 180 kickflip
Un kickflip unito a un frontside o un backside 180 ollie; questo trick si può anche chiamare "frontside" o "backside flip". Venne inventato nel 1984 da Rodney Mullen. Lo skater professionista Andrew Reynolds eseguì un frontside kickflip per la sezione "Trickipedia" del sito web di The Berrics. Steve Berra, skater professionista e co-proprietario di The Berrics, invece, pubblicò un backside kickflip sul proprio sito. Come i kickflip, anche i frontside e i backside flip si possono eseguire con più di una rotazione. Per esempio, in uno dei cortometraggi pubblicati su YouTube appartenenti alla serie "Skateology" compare un frontside 180 double kickflip.

### Heelflip
Concettualmente simile al kickflip, viene effettuato calciando verso l'esterno con il piede; il movimento del tallone causerà la rotazione della tavola. Visto da dietro, uno skater regular che pone in avanti il piede sinistro farà ruotare il deck in senso orario. A differenza del kickflip, il calcio in questione è diretto in avanti e di fronte: rispetto alla posizione dello skater, il movimento è quindi diagonale, nella direzione in cui puntano i piedi. In questo modo, l'ultima parte del piede a staccarsi dalla tavola è il tallone; da qui il nome del trick ("heelflip", ossia "flip con il tallone"). Il trick fu inventato da Rodney Mullen nel 1982. Come per i kickflip, esistono anche double e triple heelflip.

### Frontside / Backside 180 heelflip
Un heelflip unito a un frontside o un backside 180 ollie; viene anche chiamato "frontside" o "backside heel". Questa manovra si può osservare in un video online realizzato con la collaborazione Daewon Song, dove viene eseguito su una struttura transition montata sul retro di un camion.

### Ollie impossible
Una rotazione verticale di 360° intorno al piede anteriore o quello posteriore. Il movimento compiuto dalla tavola è simile a quello di un bastone che viene fatto ruotare in mano. A caratterizzare un buon ollie impossible è la rotazione compiuta dalla tavola, che dev'essere il più possibile verticale e, nel contempo, girare attorno al piede. Quando viene usato il piede secondario al posto di quello dominante si viene a creare un front-foot impossible. In un clip dello skater professionista Lee Yankou, il trick viene descritto come il risultato di uno "scooping motion" anziché un vero e proprio ollie con tanto di pop: il piede deve infatti mandare la tavola in una precisa direzione. Questo movimento, in inglese, si chiama "scoop", che in italiano si può tradurre con il verbo "scavare".
Questo trick fu inventato da Rodney Mullen nel 1982. Prima di eseguirlo, ne descrisse la rotazione ad alcuni amici, che gli dissero che era "impossibile", da cui il nome del trick. Negli anni 2000 lo skater professionista Dylan Rieder eseguì la manovra sulla panchina di un parco di New York; è possibile vedere il trick in un video del produttore di calzature Gravis. David González, invece, eseguì il trick per la sezione "Trickipedia" del sito web di The Berrics.

### Impossible late flip / Ollie Imposter / Mike Mo flip
Questa variazione del flip consiste nell'esecuzione di un back-foot ollie impossible, con la tavola che, quindi, compie il suo giro di 360° intorno al piede posteriore. Dopodiché, sempre con il piede posteriore, viene impressa alla tavola un'ulteriore rotazione sul suo asse maggiore. Questo trick si può anche chiamare "Mike Mo flip", poiché venne popolarizzato dallo skater professionale Mike Mo Capaldi. L'impossible late flip esisteva già prima di Capaldi; allora era noto con il nome di "Manhattan flip".

### Front-foot impossible bigger spin / Merlin twist
Lo skater professionista Chris Haslam eseguì un bigger spin (una rotazione di 540° della tavola accompagnata da una di 180° del corpo) unito a un front-foot impossible, manovra ripresa al rallentatore da RIDE Channel. Il trick venne realizzato in posizione regular; quindi con il piede destro in avanti nel caso di Haslam, la cui stance è goofy. Lo stesso trick (o la variante con un frontside 180 al posto del bigger spin) si può chiamare "Merlin twist" se eseguito in switch. Questa manovra, nota anche con il nome di "Merlin flip", venne eseguita per la prima volta da Cory Kennedy nel 2010.

### Varial kickflip
Noto anche come kickflip shove-it o 180 flip, si tratta di un kickflip unito a un backside pop shove-it. Il varial kickflip è molto controverso nella comunità di skater, venendo spesso criticato e descritto come un trick poco elegante. Così si esprime Mark Baines, skater di Blueprint Skateboards, conosciuto soprattutto per il celebre video The First Broadcast:
(Mark Baines, "The Deaf Word: Mark Baines Interview")

### Varial double kickflip / Nightmare flip
Un varial kickflip con una rotazione sull'asse longitudinale in più. Poiché il varial kickflip è un kickflip unito a un backside shove-it, il trick si può anche chiamare "double kickflip shove-it".

### 360 varial kickflip / 360 flip / Tre flip
Un backside pop shove-it di 360° unito a un kickflip, noto anche come "360 flip" o "tre flip". Skater professionisti come Josh Kalis, Mike Mo Capaldi, Ethan Fowler e Stefan Janoski sono conosciuti per i loro 360 flip. Jason Lee viene spesso menzionato come il creatore del 360 flip, anche se, in realtà, Rodney Mullen l'aveva già eseguito almeno un decennio prima, nel 1983.
Quando viene aggiunta una rotazione in più sull'asse longitudinale e quello verticale, si parla di 720 (double) flip; quest'ultimo è stato eseguito da skater come Mike Mo Capaldi, Shane O'Neill e Daewon Song. O'Neill riuscì a realizzarlo in switch durante la competizione "Battle at the Berrics VI". Nel 2010 venne pubblicato su YouTube un clip in cui lo skater professionista Chris Cole esegue un 720 triple flip.

### Forward kickflip / Dolphin flip / Horse flip
Simile al varial kickflip, il calcio del piede anteriore viene indirizzato direttamente verso la punta del nose, facendo così ruotare la tavola in maniera quasi verticale, che compie il suo giro di 180° passando tra le gambe dello skater. Allo stesso tempo, lo skateboard ruota sul proprio asse longitudinale. Secondo lo skater professionista Jimmy Carlin, il dolphin flip (talvolta noto con il nome di horse flip) è "semplicemente un varial flip verso il basso". Questo trick fu probabilmente inventato da Matt Beach nel 1994.

### 360 forward kickflip / 360 dolphin flip / Dragon flip
Un forward o dolphin flip accompagnato da una rotazione di 360°. Il nome "dragon flip", basato sulla serie giapponese Dragon Ball Z, fu ideato dallo skater californiano Chris Chann, che lo eseguì nell'aprile del 2014, in occasione dell'undicesimo episodio della sua serie YouTube "Trick Challenge". Questo trick, in realtà, era già stato eseguito in precedenza dallo skater marocchino Reda Hadada, ma fu solo grazie a Chris Chann che riuscì ad acquisire più visibilità e notorietà.

### Hardflip
Un frontside pop shove-it unito a un kickflip. È un trick difficile da eseguire; talvolta, a seconda del movimento eseguito con il piede anteriore, la tavola può assumere una posizione verticale tra le gambe dello skater. Il primo hardflip ad essere stato ripreso è quello di Daewon Song, nel video di World Industries Love Child. In un'intervista, Song racconta:
(Daewon Song, "Epicly Later'd")
Skater professionisti come Gino Iannucci, Chet Thomas, Kris Markovich e Stevie Williams sono conosciuti per i loro hardflip; Williams fu in grado di eseguire un hardflip to nosegrind al John F. Kennedy Plaza di Filadelfia (PA). Nel video 5-Incher di Almost Skateboards, Lewis Marnell realizza un hardflip to 5-0 grind. Lo skater sponsorizzato Brandon Turner eseguì un hardflip sul celebre Carlsbad Gap della scuola superiore californiana Carlsbad.
Nel 2009, allo skatepark Riley di Farmington (MI), Jake McAtee effettuò un double hardflip (o "hard doubleflip"), ossia un frontside pop-shove it unito a un double kickflip. In occasione della competizione "Battle at the Berrics X", gli skater professionisti Sean Malto e Donovan Strain riuscirono entrambi a portare a termine questa variazione dell'hardflip.

### 360 hardflip
Un 360 frontside pop shove-it unito a un kickflip. Lo skater professionista Jimmy Carlin fu ripreso durante l'esecuzione di un 360 hardflip su una scalinata nel video Capital Motion. Lo skater americano Robbyn Spangler-Magby ne eseguì uno per la serie "Skateology" curata da Adam Shomsky; il trick fu ripreso a un frame rate di 1.000 FPS con una videocamera Redlake N3.
Il primo 360 hardflip ad essere mai registrato comparve nel 2005 in un video intitolato Synopsis; lo skater in questione è Al Garcia. Questo cortometraggio sullo skateboard vide la partecipazione di nomi noti come Gershon Mosley, Aaron Snyder e Dan Pageau; in Synopsis, tra l'altro, comparvero per la prima volta Mike Mo Capaldi e Nick Merlino.

### Nollie hardflip late backside 180 / Ghetto bird
Nonostante si tratti di un nollie hardflip late backside 180, questo trick viene erroneamente definito come un semplice hardflip late backside 180. "Late backside 180" significa che quest'ultima componente del trick si debba eseguire in un secondo momento, dopo l'hardflip. Questo trick fu popolarizzato da Kareem Campbell, che lo eseguì in transition nel 411 Video Magazine (volume 30, settembre–ottobre 1998). Il nome di questa manovra è tratto da una canzone di Ice Cube, dove il termine "ghetto bird" viene utilizzato per riferirsi all'elicottero, letteralmente un uccello che sorvola il ghetto. Il nollie hardflip late backside 180 è caratterizzato da una rotazione di 360° (una di 180° nella fase nollie hardflip e un'altra nella fase backside 180), il che spiegherebbe il paragone con l'immagine di un elicottero.

### Hardflip frontside 360 body varial / Grape flip
Un hardflip, ossia un frontside pop shove-it unito a un kickflip, con una rotazione del corpo di 360° in frontside. Il double grape flip consiste, invece, in un double hardflip (un hardflip con un doppio kickflip) unito alla rotazione di 360° del corpo. Sia il grape flip che il double grape flip vennero eseguiti per la prima volta dallo skater professionista Donovan Strain.

### Hardflip backside 360 body varial / Diamond flip
Un hardflip accompagnato da una rotazione del corpo di 360° in backside. Lo skater Robbyn Spangler-Magby è conosciuto per i suoi diamond flip.

### Varial heelflip
Noto inizialmente come heelflip shove-it, si tratta di un heelflip unito a un frontside pop shove-it. Gli skater professionisti Chico Brenes e Moose eseguirono questo trick per la sezione "Trickipedia" del sito web di The Berrics. Negli anni 2000 il nome del trick era spesso oggetto di dibattiti tra skater; il problema venne discusso sul sito di The Berrics nel marzo del 2013 in un breve video intitolato "Name Game", in cui venne favorita la dicitura "varial heelflip".

### Forward heelflip / Dolphin heelflip
La versione heelflip del dolphin flip: la tavola compie una rotazione in maniera quasi verticale e, nel contempo, un'altra lungo il proprio asse maggiore, nella direzione in cui puntano i piedi (come in un normale heelflip).

### 360 varial heelflip / 360 heel / Laser flip
Un frontside 360 shove-it unito a un heelflip, quindi l'"opposto" di un tre flip, che consiste, invece, in un backside 360 shove-it unito a un kickflip. Questo trick fu inventato da Rodney Mullen. Lo skater professionista Torey Pudwill è noto per i suoi laser flip, eseguendone uno per la sezione "Trickipedia" del sito web di The Berrics. Esistono anche i double laser flip.

### Inward heelflip
Un normale backside pop shove-it di 180° unito a un heelflip. È la versione "opposta" dell'hardflip, che consiste, invece, in un frontside pop shove-it e un kickflip. Lo skater James Espinoza ne eseguì una variazione in fakie che venne filmata e pubblicata sul sito ufficiale di The Berrics. Esistono anche il 360 inward heelflip, dove il backside pop shove-it è di 360°, l'inward double heelflip, caratterizzato da un heelflip di due rotazioni (come mostrato in un video dello skater Carrell Harvey), e il 360 inward double heelflip.
Il nollie inward heelflip, come suggerisce il nome, è un inward heelflip eseguito in posizione nollie, effettuando quindi il pop con la punta anteriore della tavola. Nel 2010 lo skater professionista Chris Cole portò questo trick in Egitto su una struttura offerta dalla Woodward; nel 2012, invece, Bryan Herman lo eseguì in un video promozionale dedicato al nuovo modello di scarpe Emerica "G6". Nel dicembre dello stesso anno, lo skater professionista Lenny Rivas presentò un tutorial sul nollie inward heelflip, che venne pubblicato su CCS TV, il canale video della compagnia di skateboard CCS.

### Heelflip backside 180 body varial / Disco flip
La dicitura "Heelflip backside 180 body varial" si riferisce a un heelflip unito a una rotazione del corpo di 180° in backside.

### Twisted flip
Un kickflip o un heelflip shove-it con una body varial nella direzione opposta a quella della rotazione della tavola.

### Twisted nightmare flip / Frightmare flip
Un nightmare flip (ossia un double kickflip unito a un backside shove-it) eseguito insieme a una rotazione del corpo di 180° in frontside.

### Backside bigspin
Un backside pop shove-it di 360° unito a un backside 180 del corpo.

### Backside bigspin kickflip / Bigflip
Un backside 360 pop shove-it e un backside 180 del corpo, unito a un kickflip. Dato che un backside 360 pop shove-it eseguito insieme a un kickflip è un 360 varial kickflip, o tre flip, il bigflip si può anche descrivere come un tre flip unito a un backside 180 del corpo.
Quando, al posto del 360 varial kickflip, se ne esegue uno di 540° (quindi 1½ rotazioni sull'asse verticale e una su quello longitudinale), mantenendo il backside 180 del corpo, si parla di un biggerflip. Un 720 varial kickflip con un backside 180 del corpo (quindi 2 rotazioni complete sull'asse verticale e una su quello longitudinale), di conseguenza, si chiama "biggest flip". Venne eseguito per la prima volta da Sewa Kroetkov e pubblicato su YouTube da Christopher Chann.

### Bigspin 360 kickflip / Gazelle flip
Simile al biggerflip, in cui la tavola compie una rotazione di 540° sull'asse verticale e una di 360° su quella longitudinale. Anziché un body varial di 180° gradi, se ne esegue uno di 360°. La rotazione del corpo avviene nella stessa direzione del 540 shove-it. Questo trick fu inventato da Rodney Mullen nel 1981.

### Bigspin heelflip / Big heelflip
Un frontside 360 pop shove-it e un frontside 180 del corpo, unito a un heelflip. Dato che un frontside 360 pop shove-it eseguito insieme a un heelflip è un 360 varial heelflip, o laser flip, il bigspin heel si può anche descrivere come un laser flip unito a un frontside 180 del corpo. Lo skater Felipe Gustavo ne eseguì una versione in switch per la sezione "Trickipedia" del sito web di The Berrics.

### Backside bigspin heelflip / Bigspin inward heel
Un 360 inward heelflip, ossia un backside 360 pop shove-it e un heelflip, unito a un backside 180 del corpo.

### Fakie bigspin heelflip / Rick flip / Howard heel
Un fakie laser flip (un 360 frontside shove-it e un heelflip) unito a un frontside half-cab (un fakie backside 180). La rotazione di 180° del corpo avviene contemporaneamente a quella di 360° della tavola (per questo si parla di "bigspin"). Le diciture "Rick flip" e "Howard heel" si riferiscono al possibile inventore di questa manovra, Rick Howard. Tuttavia, Howard stesso, non ritenendosi il creatore di questo trick, ha dichiarato di non apprezzare tale riconoscimento. Daewon Song eseguì diverse volte il fakie bigspin heelflip dal 2011 agli inizi del 2013, in occasione della competizione "Real Street Best Trick" degli X Games, e per diversi clip celebri dello skate (5-Incher, 5-Incher B-Side Edit, iFun e Who Is Daewon Song?). Il trick compare anche nella parte a lui dedicata del video Love Child di World Industries.

### Switch biggerspin heelflip / Switch bigger heel
Un bigspin heelflip in frontside di 540° accompagnato da un frontside body varial. Questo trick in switch, rimasto fino ad oggi senza nome, venne eseguito da Chris Haslam nel 2006 e pubblicato su internet dall'Independent Truck Company.

### Underflip
Inventato da Rodney Mullen nel 1992, consiste in un flip eseguito da un piede posizionato al di sotto della tavola, che poi viene fatta ruotare lungo il suo asse maggiore nella direzione del kickflip o in quella dell'heelflip. Nella parte a lui dedicata del video Almost: Round Three, Mullen percorre in skate la Hollywood Walk of Fame, eseguendo diverse variazioni di questo flip trick.

### Pop shove-it underflip
Uno shove-it seguito da un late underflip effettuato con il piede posteriore. Nonostante pochi skater professionisti abbiano eseguito questo trick, vi sono numerosi esempi di videoriprese amatoriali, pubblicate su internet da vari skater, in cui si possono trovare esempi di questa manovra.

### Casper flip
Per eseguirlo, è dapprima necessario effettuare un pop sul tail della tavola. La prima fase di questo trick ricorda quella di un kickflip: la tavola, tuttavia, dovrà ruotare solo di 180° sul suo asse longitudinale, anziché effettuare i consueti 360° di un normale kickflip. Quando lo skateboard entra in una posizione "ribaltata", quindi con il griptape rivolto verso il basso e le ruote in alto, il piede che ha eseguito il pop dovrà essere posizionato sulla parte inferiore della tavola, per poterla rigirare. Il trick viene terminato una volta che lo skater riatterra sulla tavola nella posizione di partenza. In precedenza, il Casper si eseguiva senza il mezzo kickflip, applicando sullo skateboard la stessa pressione usata per adottare la posizione primo, cioè quando la tavola è poggiata lateralmente al suolo, lungo il fianco. La variazione a 360° del Casper flip fu introdotta da Rodney Mullen nel 1983.

### Hospital flip
Per eseguire un hospital flip sono necessarie due manovre separate: lo skater deve dapprima eseguire un kickflip, fermando però la rotazione a metà. Lo stesso piede che ha girato la tavola sull'asse longitudinale deve poi imprimere alla tavola un'ulteriore rotazione di 180°, invertendo così le posizioni del nose e del tail, impostando lo skateboard nella posizione finale per il riatterraggio.

### Hospital flip backside 180 body varial / Alpha flip
L'Alpha flip si può osservare in un video offerto dalla Cotton Mouth Skateboards. Questo trick si può definire come l'unione tra un backside 180 del corpo e un hospital flip di 360° intorno al piede anteriore. Secondo il video, "il piede posteriore non lascia mai la tavola. È più facile così, ma è un hospital flip, non un impossible".

### 360 hospital flip backside 180 body varial / Beta flip
Un backside 360 con una rotazione di 360° gradi della tavola intorno al piede anteriore o, in poche parole, un backside 360 unito a un alpha flip. Questo trick è stato eseguito sia in posizione regular che in quella fakie; i video sono stati pubblicati su YouTube dalla Cotton Mouth Skateboards.

### Hospital heelflip / Scissor flip / Flower flip
Un mezzo heelflip in cui il piede posteriore, oltre ad iniziare la rotazione dello skateboard sull'asse longitudinale, vi imprime un'ulteriore rotazione analoga a quella di un backside shove-it.

### Kickflip underflip
Il movimento eseguito all'inizio di questo trick ricorda quello di un kickflip, ma dopo che la tavola ha compiuto un giro completo lungo l'asse longitudinale, il piede anteriore le dà un colpetto sulla parte inferiore, facendola così ruotare nel senso opposto, come in un heelflip. Il kickflip underflip si può, perciò, definire come un kickflip seguito da un late front-foot underflip, ossia un flip eseguito in un secondo momento dal piede anteriore, posizionato al di sotto della tavola.

### Quarter kickflip late varial heelflip / Semiflip
Un trick in cui la tavola compie solo un quarto del solito giro di 360° del kickflip, per poi ricevere la rotazione di un varial heelflip (un heelflip unito a un frontside shove-it), impressale dal piede posteriore.

### Nollie backside kickflip late flip / Storm flip
La prima parte di questo trick consiste in un nollie backside kickflip, ossia un kickflip eseguito in posizione nollie, con il pop effettuato sul nose dal piede anteriore, mentre quello posteriore viene trascinato lungo la tavola per farla girare di 360° sull'asse longitudinale. Dopo questa fase vi è quindi un late front-foot flip, ossia un ulteriore flip eseguito, questa volta, dal piede anteriore. L'intera manovra viene effettuata girando in backside. Trick distintivo dello skater professionista Jerry Hsu, lo storm flip prende il suo nome da un cortometraggio prodotto dall'azienda Osiris intitolato, appunto, The Storm. Nel 2009, durante il Zumiez Couch Tour, Hsu venne ripreso mentre eseguiva il trick in transition.

### Varial kickflip late anti-casper flip / Sigma flip
Un mezzo varial kickflip che diventa poi un anti-Casper flip. L'anti-Casper è l'opposto del Casper: anziché posizionare il piede posteriore sulla parte inferiore ribaltata della tavola, è il piede anteriore che deve trovarsi in quella posizione, mentre quello posteriore, a contatto con il griptape, la riporta nella posizione iniziale.

### Varial half-kickflip late flip/Haslam flip
Un mezzo varial kickflip seguito da un mezzo flip che segue la stessa rotazione sull'asse longitudinale di un heelflip. Si passa quindi da un flip in direzione heelside (verso i talloni) a uno in toeside (verso la direzione in cui puntano i piedi). L'inversione della rotazione avviene tramite un colpetto eseguito con il piede anteriore – lo stesso che ha dato inizio all'half-kickflip. Questo trick prende il suo nome dallo skater professionista Chris Haslam.

### Switch half-frontside kickflip back-foot bigspin kickflip / Hectop flip
Questo trick in switch è inizialmente uguale a un frontside 180 kickflip; a metà del giro in frontside, però, il piede posteriore viene indirizzato verso il tail della tavola, imprimendole una rotazione nel senso opposto. Il secondo kickflip, inoltre, è accompagnato da mezza rotazione sull'asse verticale, ossia quella di frontside shove-it. Il termine "bigspin" deriva dal fatto che l'esecutore del trick si trovi nel mezzo di un frontside body varial una volta cominciata la fase del back-foot kickflip. L'Hectop flip fu creato da Chris Haslam, il quale, nell'affibbiargli un appellativo, s'ispirò allo spelling in cirillico del nome del suo collega Nestor Judkins. Haslam spiega così l'esecuzione dell'Hectop flip:
(Chris Haslam, "Chris Haslam Stupid Trick #2")

### Pressure flip
Simile a un inward heelflip (backside pop shove-it unito a un heelflip), ma senza la componente dell'heelflip poiché lo stesso piede che esegue il pop (sia sul nose che sul tail della tavola) viene anche utilizzato per effettuare il flip. In un tutorial, anziché descrivere il movimento seguito dal piede posteriore come il pop di un ollie, Tony Hawk parla di uno "scooping motion" (il verbo inglese "to scoop" è traducibile in italiano come "scavare"). Hawk, tra l'altro, descrive il pressure flip come una manovra old-school, dimenticata dalle generazioni di skater più giovani. L'ex skater professionista Nate Sherwood è conosciuto per la sua varietà di pressure flip; egli inventò, ad esempio, il laser pressure flip.

### 360 pressure flip
Un pressure flip in cui la tavola compie un giro di 360° intorno all'asse verticale.

### Ollie late pressure flip
Come suggerisce il nome, si tratta di un ollie seguito da un pressure flip eseguito con il piede posteriore mentre si è in aria. L'ollie late pressure flip, come l'impossible late flip, è una delle mosse distintive di Mike Mo Capaldi e rappresenta uno dei punti salienti della parte iniziale del video Fully Flared di Lakai. Capaldi eseguì lo stesso trick durante il match finale contro Shane O'Neill, in occasione della competizione "Battle at the Berrics V". Successivamente, nell'aprile del 2014, Nyjah Huston lo portò al "Battle at the Berrics VII".

### Backside varial pressure flip / Toe flip
Un flip della tavola ottenuto applicandovi pressione con la punta del piede posteriore, posizionato sul bordo del tail. Il movimento che viene effettuato ricorda quello di un pop shove-it; la tavola girerà di 180° intorno all'asse verticale e, in maniera analoga al varial flip.

### Backside 360 varial pressure flip / Thunder flip
La variante del toe flip in cui la tavola compie una rotazione di 360° intorno all'asse verticale. Per riferirsi ad essa, oltre al semplice nome "360 toe flip", vi è anche la dicitura "thunder flip".

### Pressure back-foot hospital flip /  Bubble flip
In seguito al pressure flip iniziale che gira la tavola in heelside, ossia nella direzione in cui puntano i talloni, lo skater utilizza il piede posteriore per imprimervi un'ulteriore rotazione affine a quella di un varial heelflip. A differenza dell'hospital flip, sia il flip iniziale che quello hospital vengono eseguiti con il piede posteriore.

### Super ollie flip / Hang ten flip / Gingersnap
Un flip eseguito a partire dalla posizione "hang ten", cioè con entrambi i piedi posti sul nose. Il pop risulterà in un pressure nollie hardflip che passerà in mezzo alle gambe dello skater.

### Handstand flip
Un flip eseguito con le mani. È possibile realizzare l'handstand flip sia in movimento che da fermi. Dopo esser salito sullo skateboard, lo skater, posizionandosi a testa in giù, deve mettere le mani sulla tavola, con le dita ricurve lungo il bordo. Con l'aiuto delle mani, dovrà ribaltare la tavola tirandola verso l'alto e, poi, riatterrarvici sopra con entrambi i piedi.

### Railstand flip / Rail flip / Primo flip
Per eseguirlo, lo skater deve stare in piedi sul bordo dello skateboard (nella cosiddetta posizione primo), per poi ribaltare la tavola esercitandovi pressione con il piede posteriore.
Quando, partendo dalla posizione primo, il flip in questione è composto da un double kickflip unito a un shove-it, il trick risultante si chiama "railstand nightmare flip". Il nightmare flip è, infatti, un double kickflip shove-it; la dicitura "railstand" indica la posizione di partenza, che è in primo.

### No comply flip
In un no comply lo skater poggia il piede anteriore a terra e usa quello posteriore per indirizzare la tavola verso l'alto. Questo trick freestyle può essere combinato con pressure flip, finger flip e vari tipi di spin. Nel 2011 venne filmato un no comply frontside bigspin heelflip (un laser flip e un body varial in frontside), che venne inserito nella serie online "Skateology".
Nel maggio del 2013, Chris Haslam eseguì un switch no comply frontside 360 heelflip per la serie "Skateboarding in Slow Motion" di RIDE Channel. Si tratta di un frontside 360 shove-it unito a un heelflip (quindi un laser flip) eseguito dopo aver messo il piede anteriore a terra nel tipico movimento di un no comply.
Esiste anche il no comply pressure flip, dove un pressure flip viene applicato mentre si mette a terra il piede anteriore. Quest'ultimo viene poi utilizzato per riatterrare sulla tavola.

### Illusion flip / Muska flip
Un flip in cui la tavola ruota come in un frontside kickflip, ma senza il tipico calcio effettuato con il piede anteriore. La rotazione dev'essere, infatti, interamente causata dal movimento del piede posteriore. Aaron "Jaws" Homoki filmò un video "trick tip" per il RIDE Channel. Un altro skater rinomato per i suoi illusion flip è Chad Muska; è per questo che il trick è anche noto come "Muska flip".

### Late back-foot varial kickflip / Psycho white boy
Un varial kickflip effettuato con il piede posteriore dopo l'esecuzione del pop. Fu lo skater professionista Jimmy Carlin ad ideare il nome "psycho white boy".